# لورين موشر
لورين ريتشارد موشر (بالإنجليزية: Loren Mosher)‏ (3 سبتمبر 1933، مونتيري (كاليفورنيا) - 10 يوليو / تموز 2004، برلين) طبيب نفسي أمريكي:21 وبروفيسور في الطب النفسي خبير في الفصام ورئيس مركز دراسات الفصام في المعهد الوطني للصحة النفسية (1968-1980). قضى موشر حياته المهنية الداعية إلى علاج إنساني وفعال للأشخاص الذين تم تشخيصهم بأنهم مصابين بالفصام.وكان له دور فعال في تطوير نموذج علاجي مبتكر للأشخاص الذين يعانون من الذهان.
في السبعينيات، كتب موشر، رئيس مركز أبحاث الفصام، الذي تم تشكيله حديثا، منحة للحصول على تمويل لفكرة جديدة لعلاج الأشخاص المشخصين بالفصام؛ وهو علاج سكني مكثف اجتماعي معروف باسم مشروع سوتيريا. وكانت نتائج الدراسة ملحوظة وأظهرت أن المصابين بالفصام قد تعافوا في الواقع من المرض دون استخدام مضادات الذهان في بيئة داعمة تشبه المنزل.
وبصراحة، في معارضته للممارسات النفسية السائدة في ذلك الوقت والاعتماد المتزايد على المستحضرات الصيدلانية للعلاج، تمكن موشر من عزل نفسه عن العديد من زملائه في المعهد الوطني للصحة العقلية، ورفض أخيرا من منصبه في 1980. وقد خاب أمله في هذا المجال، وقال انه كتب رسالة عامة جدا من الاستقالة من الجمعية الأمريكية للطب النفسي في عام 1998، مشيرا إلى أنه "بعد ما يقرب من ثلاثة عقود كعضو مع مزيج من المتعة وخيبة الأمل أقدم هذه الرسالة استقالة من الجمعية الأمريكية للطب النفسي، والسبب الرئيسي لهذا الإجراء هو اعتقادي بأنني استقيل فعلا من الجمعية الأمريكية للعلم النفساني، ولحسن الحظ، فإن الهوية الحقيقية للمنظمة لا تتطلب أي تغيير في الاختصار "acronym"

## سيرتة الشخصية
ولد لورين موشر في 3 سبتمبر 1933، في مونتيري (كاليفورنيا). حصل على درجة البكالوريوس من جامعة ستانفورد ودرجة الطب من جامعة هارفارد، بدأ العمل في نيمه في عام 1964. أجرى تدريبا بحثيا في عيادة تافيستوك في لندن من 1966 إلى 1967، وطور اهتماما بالعلاجات البديلة للفصام.
قبل تصور سوتريا، أشرف موشر على جناح في مستشفى للأمراض النفسية في جامعة ييل كأستاذ مساعد، وصفه للذهان لم يكن «ضد» لهم. ولكن بحلول عام 1968، تولى موشر منصب مدير مركز دراسات الفصام في نيمه، وقال انه حصل على اقتناع بأن فوائد الذهان كانت مفرطة.
تم افتتاح المنزل، المعروف باسم سوتيريا، في منطقة سان خوسيه (كاليفورنيا)، في نيسان / أبريل، يعتقد موشر المناخ بأن العنف والمراقبة في مستشفيات الأمراض النفسية والاستخدام المفرط للمخدرات أعاق الانتعاش. على الرغم من نجاحها (حققت نتائج متفوقة من العلاج الطبي القياسي مع المخدرات)، أغلق مشروع سوتيريا في عام 1983، وفقا لورين موشر وروبرت وايتاكر تم رفض مزيد من التمويل بسبب سياسة الطب النفسي التي كانت تسيطر عليها بشكل متزايد تأثير شركات الأدوية.
يقال أن موشر كان أكثر وضوحا من استخدام المخدرات مما كان يعتقد عموما، ولم يرفض المخدرات تماما ولكن أصر على أنها تستخدم كملجأ أخير وبجرعات أقل بكثير من المعتاد في الولايات المتحدة.
بعد فصله من نيمه، علم الطب النفسي في جامعة الخدمات المنظمة للعلوم الصحية في بيثيسدا وأصبح رئيس نظام الصحة النفسية العامة في مقاطعة مونتغومري بولاية ماريلاند. في ولاية ماريلاند، بدأ منزل للأزمات في روكفيل (ميريلاند)، ماكوليف هاوس، استنادا إلى مبادئ سوتيريا.
خلال ظاهرة ريتالين في التسعينات، كان غالبا ما يظهر كوجهة نظر مخالفة في عشرات المقالات. كان المؤسس ورئيس تحرير لأول مجلة فصام.
شارك موشر في تأليف بعض الكتب، بما في ذلك مجتمع الصحة النفسية: دليل عملي، ونشر أكثر من 100 استعراض. وقد شغل الأستاذية لبرامج الصحة النفسية على السواحل الأمريكية. تولى موشر أيضا رئاسة شركته الاستشارية الخاصة، وهي شركة سوتيريا أسوسياتس، التي تقدم البحوث، والاستشارات في الطب الشرعي والصحة النفسية، وتعاون لسنوات مع العديد من مجموعات الدعوة، بما في ذلك مجموعة الناجين النفسيين ميندفريدوم إنترناشونال. وكتب مقدمة لكتاب «بيتر ليمان» بعنوان «الخروج من العقاقير النفسية» (2004).
في عام 1996، غادر واشنطن إلى سان دييغو. عمل أستاذا سريريا للطب النفسي في كلية الطب جامعة كاليفورنيا (سان دييغو).
وكان متزوجا من إيرين كارلتون موشر.
في وقت وفاته، كان في برلين لعلاج السرطان التجريبي.

## أرشيف موشر
تم أرشفة عمله في جامعة ستانفورد ويمكن الوصول إليها من خلال موقعها على الإنترنت. ويمكن لأي شخص مهتم بمزيد من متابعة عمله أن يزور مكتبة ستانفورد الخضراء.

## بعض الأبحاث
- Mosher, Loren (مارس 1999). "Soteria and other alternatives to acute psychiatric hospitalization: a personal and professional review" (PDF). Journal of Nervous and Mental Disease. ج. 187 ع. 3: 142–149. DOI:10.1097/00005053-199903000-00003. PMID:10086470. مؤرشف من الأصل (PDF) في 2012-02-29.
- Mosher, Loren؛ Menn, Alma (نوفمبر 1978). "Community Residential Treatment for Schizophrenia: Two-Year Follow-up". Hospital and Community Psychiatry. ج. 29 ع. 11: 715–723. DOI:10.1176/ps.29.11.715. PMID:700610.
- Mosher, Loren؛ Menn, Alma؛ Matthews, Susan (أبريل 1975). "Soteria: Evaluation of a home-based treatment for schizophrenia". American Journal of Orthopsychiatry. ج. 45 ع. 3: 455–467. DOI:10.1111/j.1939-0025.1975.tb02556.x. PMID:238399.
- Mosher, Loren؛ Keith, Samuel (1980). "Psychosocial treatment: Individual, group, family, and community support approaches". Schizophrenia Bulletin. ج. 6 ع. 1: 10–41. DOI:10.1093/schbul/6.1.10. PMID:6102787.
- Gunderson, John؛ Mosher, Loren (سبتمبر 1975). "The cost of schizophrenia". The American Journal of Psychiatry. ج. 132 ع. 9: 901–906. DOI:10.1176/ajp.132.9.901.
- Bola, John؛ Mosher, Loren (أبريل 2003). "Treatment of Acute Psychosis Without Neuroleptics: Two-Year Outcomes From the Soteria Project". Journal of Nervous and Mental Disease. ج. 191 ع. 4: 219–229. DOI:10.1097/01.nmd.0000061148.84257.f9. PMID:12695732. مؤرشف من الأصل في 2015-07-07.
- Mosher, Loren؛ Pollin, William؛ Stabenau, James (1 مايو 1971). "Identical Twins Discordant for Schizophrenia: Neurologic Findings". Archives of General Psychiatry. ج. 24 ع. 5: 422–430. DOI:10.1001/archpsyc.1971.01750110034006. PMID:5581266.
- Mosher, Loren (ديسمبر 1983). "Alternatives to psychiatric hospitalization: Why has research failed to be translated into practice?". نيو إنغلاند جورنال أوف ميديسين. ج. 309 ع. 25: 1579–1580. DOI:10.1056/NEJM198312223092512. PMID:6419102.
- Mosher, Loren؛ Keith, Samuel (مايو 1979). "Research on the psychosocial treatment of schizophrenia: A summary report". The American Journal of Psychiatry. ج. 136 ع. 5: 623–631. DOI:10.1176/ajp.136.5.623. PMID:219718.
- Mosher, Loren (فبراير 1982). "Italy's revolutionary mental health law: an assessment". American Journal of Psychiatry. ج. 139 ع. 2: 199–203. DOI:10.1176/ajp.139.2.199. PMID:7055290. مؤرشف من الأصل في 2019-12-14.
- Mosher, Loren (أكتوبر 1983). "Recent developments in the care, treatment, and rehabilitation of the chronic mentally ill in Italy". Hospital and Community Psychiatry. ج. 34 ع. 10: 947–950. DOI:10.1176/ps.34.10.947. PMID:6629349. مؤرشف من الأصل في 2011-09-27.

## وصلات خارجية
- Mosher, Loren (أبريل 2004). "Lone voice: Loren Mosher is still standing out against the psychiatric establishment (Interview)" (PDF). Mental Health Today: 18. PMID:15131954. مؤرشف من الأصل (PDF) في 2008-05-09.
- De Wyze, Jeanette (9 يناير 2003). "Still Crazy After All These Years". San Diego Weekly Reader. ج. 32 رقم  2. مؤرشف من الأصل في 2019-06-01.
- Video of Robert Whitaker and Loren Mosher discussing the evidence for the Soteria model.
- "Loren Mosher M.D. talks about Soteria Project and non-drug treatments for schizophrenia (video)". youtube.com. مؤرشف من الأصل في 2019-10-26. اطلع عليه بتاريخ 2010-08-14.
- Volkmar Aderhold, Peter Stastny & بيتر ليمان (2007). Soteria: An Alternative Mental Health Reform Movement (In honor of Loren R. Mosher). In Peter Stastny & Peter Lehmann (Eds.), Alternatives Beyond Psychiatry (pp. 146–160). Berlin / Eugene / Shrewsbury: Peter Lehmann Publishing. (ردمك 978-0-9545428-1-8) (UK), (ردمك 978-0-9788399-1-8) (USA).